# Siamraptor
Siamraptor suwati
Genre
Espèce
Siamraptor est un genre fossile de dinosaures théropodes appartenant à la super-famille des Allosauroidea et au clade des Carcharodontosauria (au sens de R. B. J. Benson et al., 2010), où il se place en position basale d'un point de vue phylogénétique.
Une seule espèce est connue, Siamraptor suwati, découverte entre 2007 et 2009 en Thaïlande (Province de Nakhon Ratchasima), par une équipe de paléontologues thaïlandais et japonais. Les fossiles proviennent de la formation géologique de Khok Kruat datée de l'Aptien (Crétacé inférieur). L'espèce est décrite en 2019 par Duangsuda Chokchaloemwon de l'université thaïlandaise de Nakhon Ratchasima, Soki Hattori, Elena Cuesta, Pratueng Jintasakul, Masateru Shibata et Yoichi Azuma.

## Étymologie
Le nom de genre Siamraptor combine les noms latins de la Thaïlande, Siam et raptor, signifiant « voleur », un suffixe fréquemment employé pour les dinosaures carnivores. Le nom d'espèce suwati honore M. Suwat Liptapanlop.

## Découverte
Les 22 os découverts sont des éléments crâniens et post-crâniens d'au moins trois spécimens voire quatre. Pour le crâne, il s'agit de prémaxillaires, maxillaires, jugaux et de fragments de mandibules. 
Les os post-crâniens incluent des vertèbres cervicales, un ischion, un fragment de tibia et des phalanges des pattes postérieures.

## Description
Siamraptor est un grand théropode dont la longueur totale est estimée à 7,50 mètres ou plus de 9 mètres de long pour un poids de 3,5 tonnes.
Comme chez de nombreux théropodes ses os sont pneumatisés. La pneumatisation est particulièrement importante chez S. suwati qui possède dans ses os du crâne et du corps de nombreuses cavités ou vacuoles remplies d'air. Le dinosaure aurait ainsi été allégé, ce qui l'aurait rendu plus rapide et dynamique, faisant de lui un prédateur redoutable. Cette pneumatisation aurait pu aussi favoriser une respiration plus rapide.
La découverte de Siamraptor confirme la vaste distribution géographique des allosaures à la fin du Crétacé inférieur. Ceux-ci sont connus en Amérique du Nord, en Europe et en l'Asie, trois continents qui communiquaient entre eux à l'époque.